# Natori Shunsen
Shunsen Natori (名取春仙 Natori Shunsen, sinh 7 tháng 1 năm 1886 – mất 30 tháng 3 năm 1960) được nhiều người công nhận là nghệ sĩ bậc thầy cuối cùng của loại hình nghệ thuật về kabuki yakusha-e "tranh kịch sĩ".

## Tiểu sử
Sinh ra ở tỉnh Yamanashi, một thời gian ngắn sau gia đình ông chuyển tới định cư ở Tokyo, ông tiếp tục ở đây cho đến khi qua đời năm 1960.
Natori Shunsen bắt đầu quan tâm đến chân dung những nghệ sĩ kịch kabuki trong thời gian làm họa sĩ minh họa cho tờ báo Asahi Shimbun. Trong thời gian này, ông có cơ hội gặp nhà xuất bản Watanabe Shōzaburō, là người tiên phong trong việc thúc đẩy phong trào shin-hanga. Năm 1925, Natori và Watanabe hợp tác với nhau trong một loạt 36 bản họa chân dung diễn viên. Loạt tác phẩm này gồm những thiết kế được cho là tốt nhất của Natori. Watanabe rất quý trọng, chỉ sản xuất 150 phiên bản giới hạn cho mỗi bản in và chỉ bán bằng hình thức đặt trước. Chúng được thực hiện đến năm 1929, tiếp theo là những bản bổ sung gồm 15 bản in diễn viên được xuất bản cho đến năm 1931.
Những bức chân dung của Natori chủ yếu với phong cách ōkubi-e (đầu lớn) cho phép ông tập trung vào biểu cảm và cảm xúc trên khuôn mặt của nhân vật.
Natori Shunsen tiếp tục làm việc như một nghệ sĩ trong nhà hát kịch kabuki, nhưng không thực hiện thêm bất kì bản in nào cho đến đầu những năm 1950. Từ năm 1951 đến 1954, ông tiếp tục hợp tác với Watanabe với một loạt 30 tác phẩm khác. Giống như trước đó, những bức họa này được in rất tuyệt xảo và đầy tính biểu cảm, đặc biệt là những bức chân dung ōkubi-e.
Người con gái hai mươi hai tuổi của ông chết vì viêm phổi năm 1958. Vì quá đau lòng, ông và vợ đã tự sát bằng thuốc độc tại mộ của con gái hai năm sau đó.

## Tác phẩm tiêu biểu

Các tác phẩm tiêu biểu thời kỳ đầu
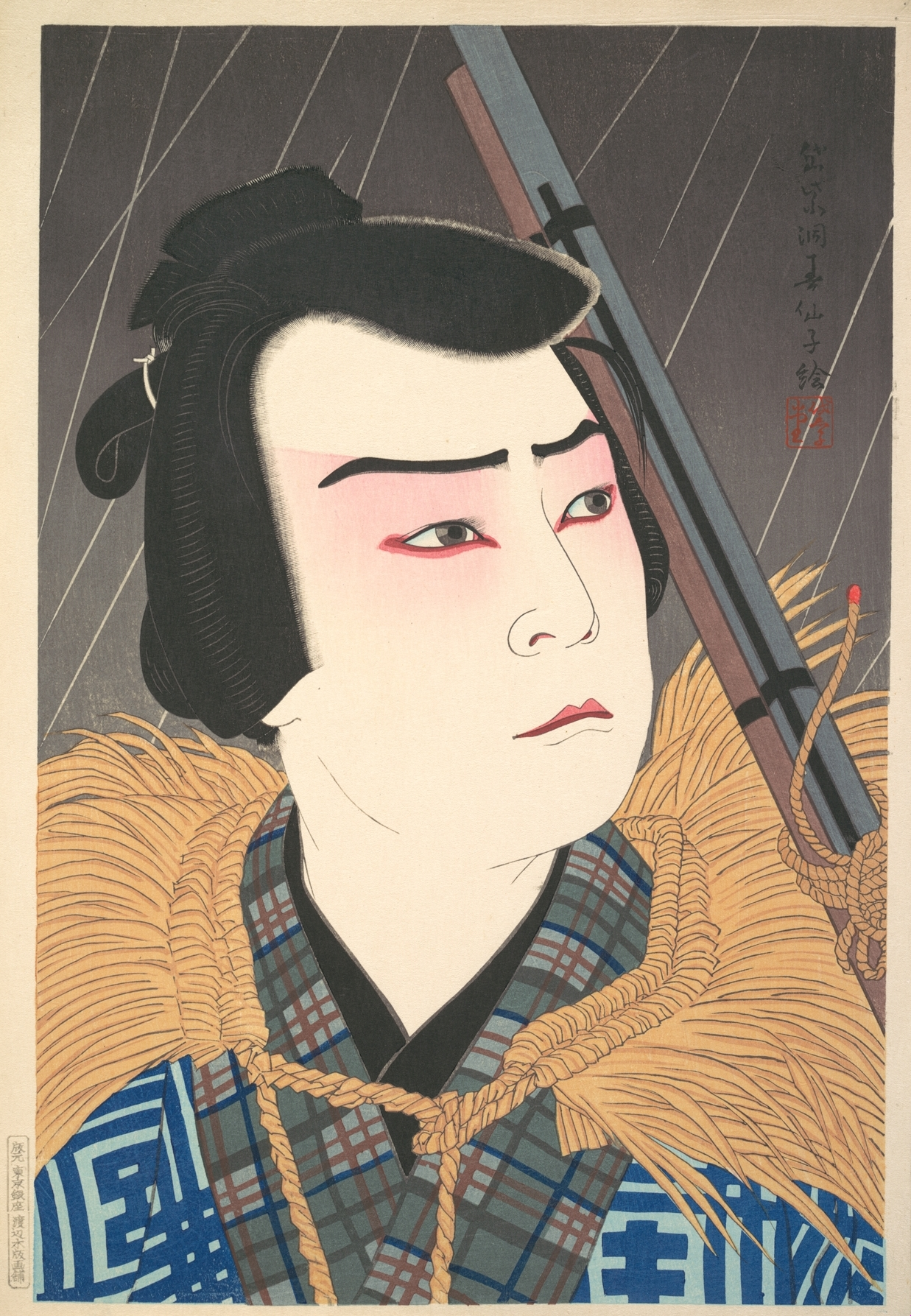
Onoe Kikugorō VI trong vai Kanpei, 1929